# Stazione di Catanzaro Lido (FC)
La stazione di Catanzaro Lido delle Ferrovie della Calabria, posta a 10 metri s.l.m., è la stazione capolinea della linea per Cosenza a scartamento ridotto.

## Storia
La stazione nasce nel 1933, assieme al compimento del tratto Catanzaro Città-Catanzaro Lido da parte della Società per le Strade Ferrate del Mediterraneo. La stazione venne ubicata a pochi metri dalla già importante stazione FS, rispecchiando la filosofia di ferrovia complementare che le MCL avevano fatto propria. Negli anni ha subito pochi cambiamenti per quanto riguarda il fabbricato viaggiatori, tuttavia ha perso lo scalo merci, su cui è stato realizzato un parcheggio di interscambio.
Venne dotata di rimessa locomotive e di cisterna per il rifornimento delle vaporiere, oltre che di un dormitorio per i ferrovieri in trasferta.
Per consentire il completamento dei lavori volti alla realizzazione della rete di metropolitana di superficie, articolata su 3 linee, dal 19 aprile 2022 la circolazione ferroviaria è sospesa anche sulla tratta Catanzaro Città e Catanzaro Lido. Il servizio è garantito con autobus sostitutivi.

### La vecchia area di interscambio FS-FCL
Merita una citazione particolare la bretella, inutilizzata da anni, situata appena dietro i locali del compartimento FS di Catanzaro Lido. Quest'area permetteva l'interscambio delle merci tra la linea FS e la linea FCL; Infatti qui arrivavano i treni merci dalla Sila, trainati spesso da locomotive a vapore del gruppo 500, carichi di legname, che poi veniva trasbordato sui carri FS e inviato laddove richiesto. Oltre a ciò, la bretella stessa era utile per la revisione dei mezzi provenienti dai rami secchi (a Catanzaro spesso erano inviati i mezzi della Soverato-Chiaravalle, della Gioiosa-Mammola e, in misura minore, della Crotone-Petilia Policastro). Quest'area, rimasta attiva fino ai primi anni ottanta, presentava due binari a scartamento ridotto affiancati a uno a scartamento ordinario, che terminavano nei pressi di un piano caricatore provvisto anche di gru.
Dal 1975 al 2009 fu accantonata nell'area una vecchia automotrice "Emmina"; recuperata e liberata dai rovi da appassionati del luogo, ora è pronta per la fase di restauro a Cosenza..

## Strutture e impianti
Come detto, la stazione di Catanzaro Lido FC non differisce molto dal passato. Infatti ancora oggi sorge la vecchia sala d'attesa, con le storiche panche in legno affiancate a più moderne poltroncine (sempre in legno). Era funzionante anche un monitor con gli orari di partenza e arrivo dei treni.
La stazione è presenziata e dispone di un sistema di controllo del traffico a itinerari (ACEI) che è andato a sostituire, all'inizio del nuovo millennio, quello più antiquato attivato per mezzo di funi.
La rimessa locomotive, in seguito a un'adeguata riparazione, è rientrata in funzione dal novembre 2009 per poter ospitare le automotrici del gruppo 350c revampizzate al suo interno, dopo essere stata inutilizzata per qualche anno a causa delle condizioni delle fosse di visita che risultavano pericolanti.

## Servizi
- Biglietteria a sportello
- Servizi igienici
- Fermata autolinee urbane e interurbane
- Parcheggio di scambio
- Sala di attesa
- Distributore automatico di snack e bevande

## Galleria d'immagini

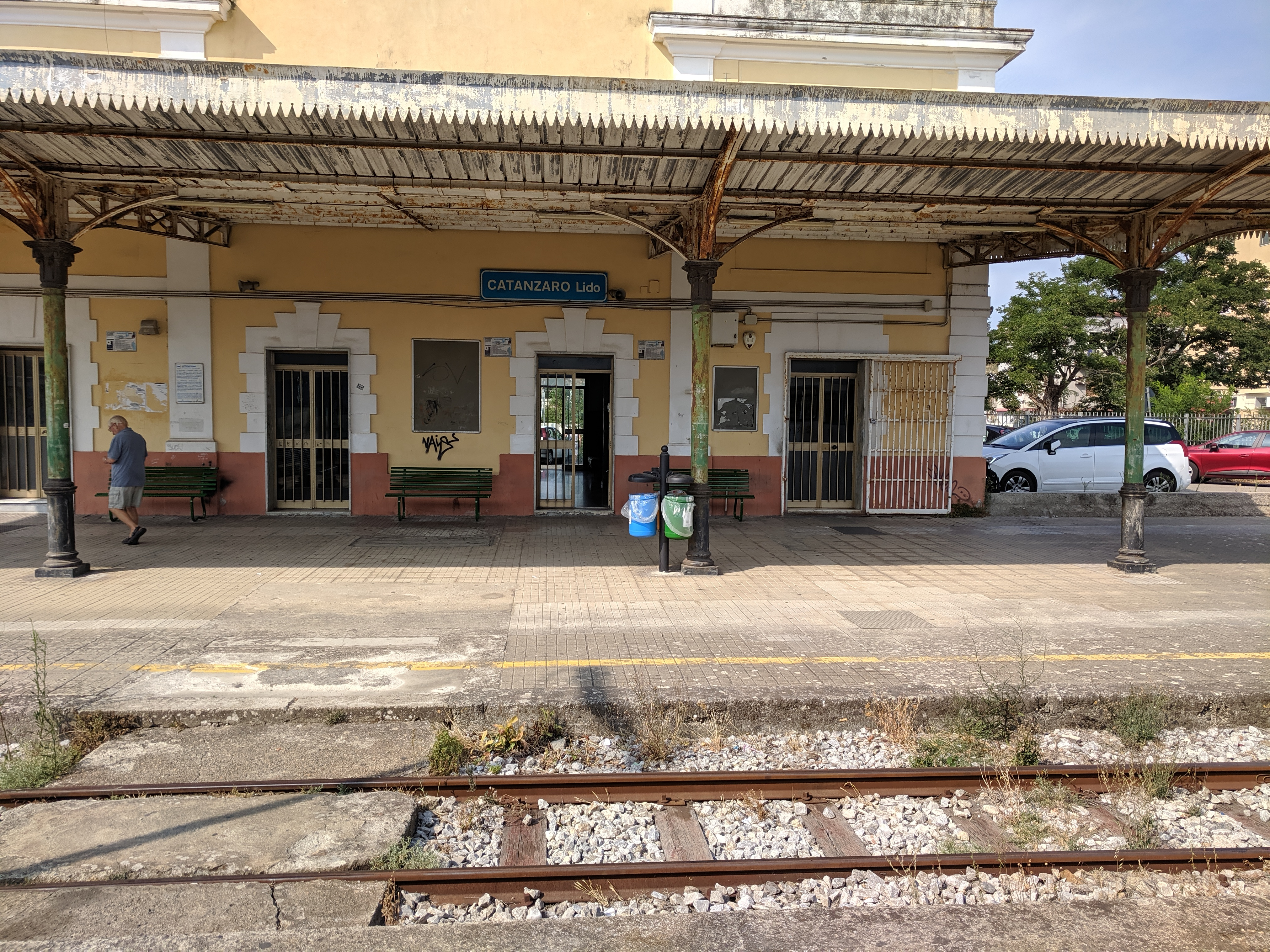
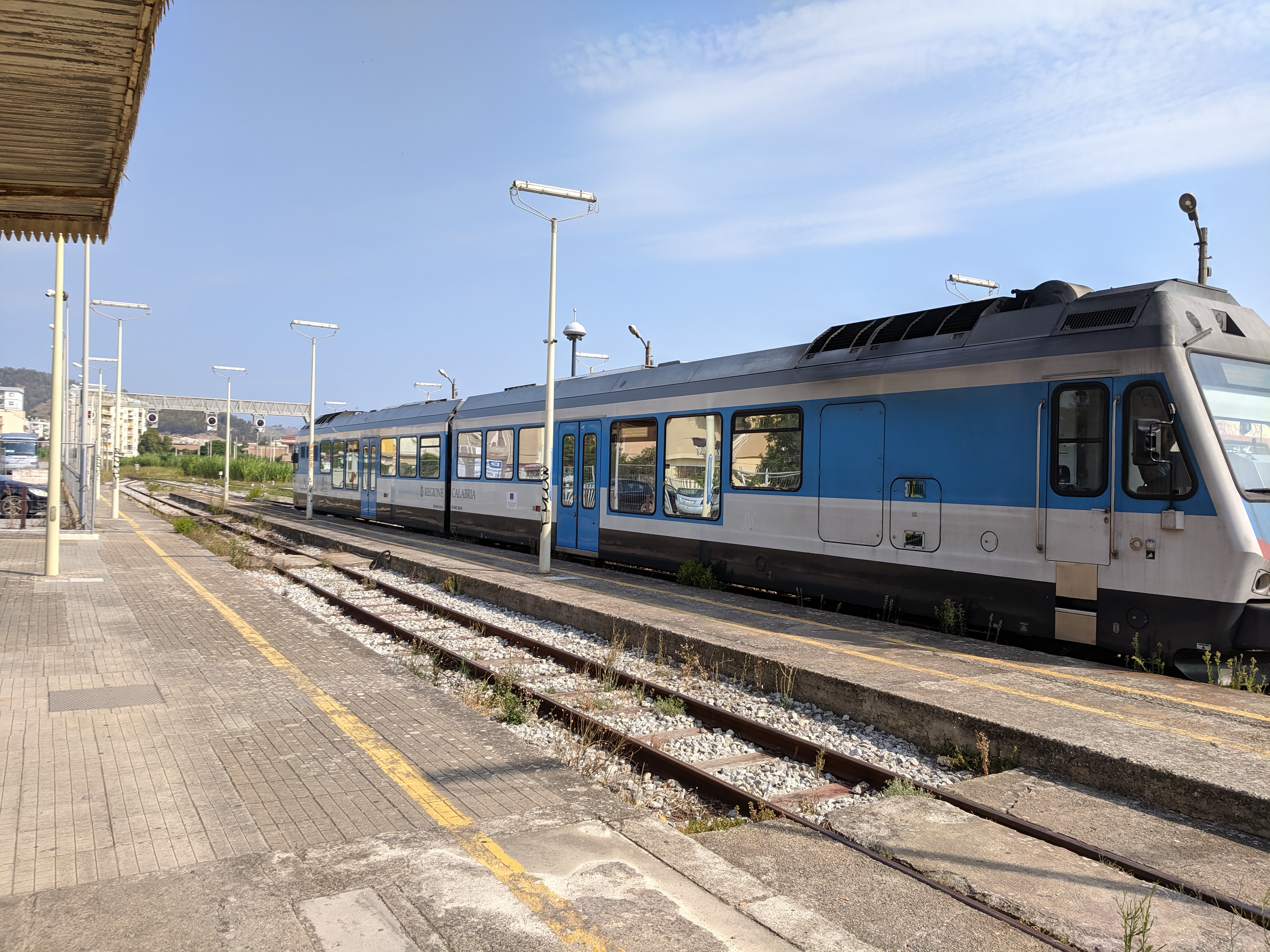
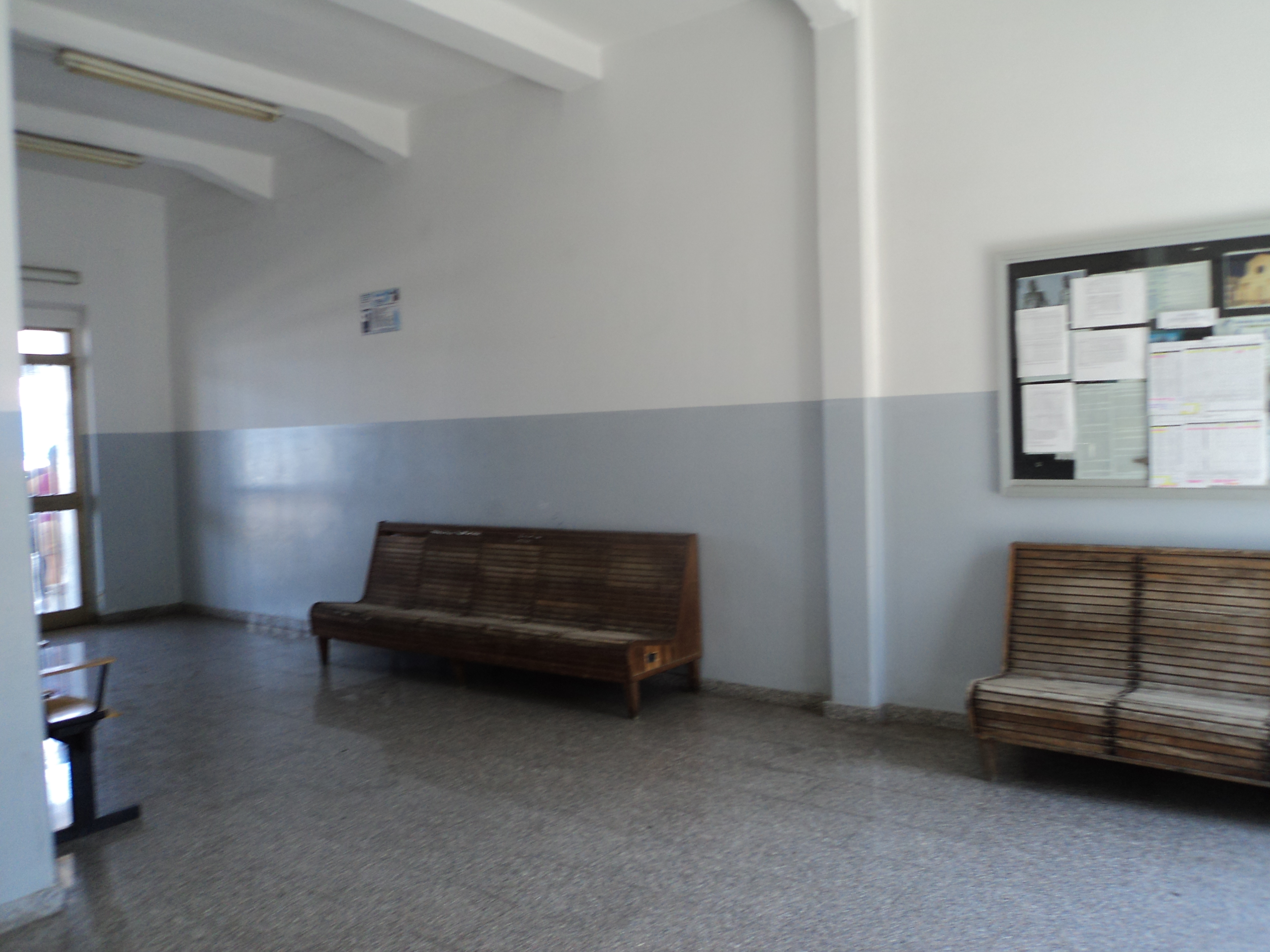